# Hornsea
Hornsea è un paese di 8.243 abitanti dell'East Riding of Yorkshire, in Inghilterra.

## Monumenti e luoghi d'interesse
- Bettison's Folly